# معسكر الفلوجة
معسكر الفلوجة (المعروف سابقًا باسم مجمع مجاهدي خلق ) هو مجمع كبير في الفلوجة، العراق كان يستخدمه سابقًا الجيش الأمريكي ومشاة البحرية الأمريكية من عام 2004 إلى عام 2009 ويستخدمه الآن القوات البرية العراقية.

## تاريخ
قبل احتلال مشاة البحرية، استخدمت جماعة مجاهدي خلق الإيرانية المنشقة معسكر مجاهدي خلق كمعسكر تدريب، لكنها سلمته إلى فوج الفرسان المدرع الثالث التابع للجيش الأمريكي في 11 مايو 2003 بعد استسلام مجاهدي خلق. استولت الفرقة 82 المحمولة جواً على المنشأة في أغسطس 2003 وأنشأت قاعدة العمليات الأمامية سانت مير. في 24 مارس 2004، تولت قوة المشاة البحرية الأولى السيطرة من الفرقة 82 المحمولة جواً وأعادت تسمية قاعدة العمليات الأمامية ، معسكر الفلوجة من أجل ربط المعسكر بشكل أفضل بالمدينة العراقية المحلية.  في 12 يناير 2009، استولت حكومة العراق على المجمع من الجيش الأمريكي.
ويقع المعسكر بجوار قاعدة أميركية رئيسية أخرى في الفلوجة، وهي منتجع البعث السابق "كامب باهاريا" ‏ (المعروف أيضاً باسم "دريملاند").

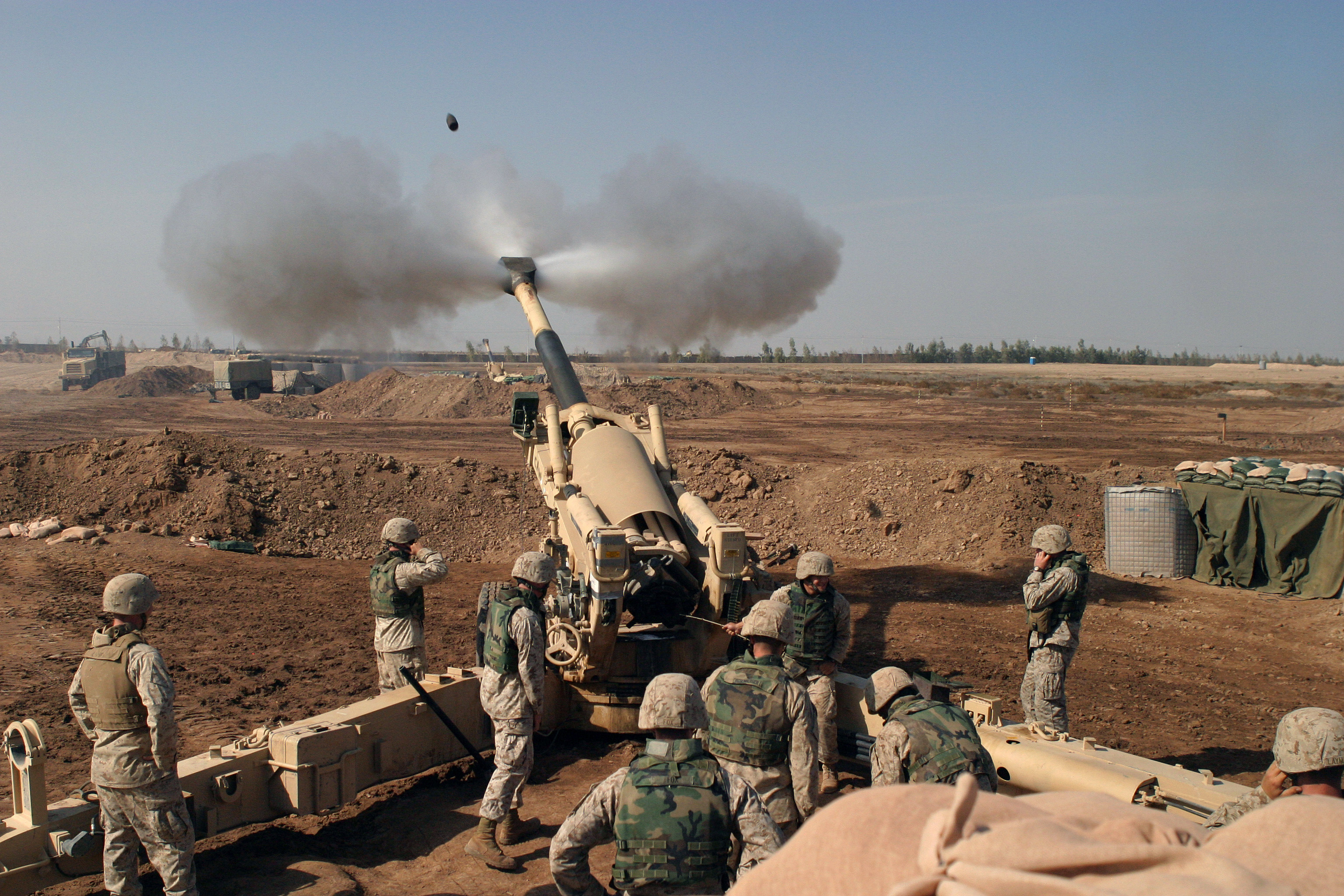
مدفع هاوتزر M198 يطلق النار من معسكر الفلوجة بالعراق عام 2004

## الأسماء التشغيلية الأمريكية
- فوج الفرسان المدرع الثالث - مجمع مجاهدي خلق
- الفوج 82 المظلي - قاعدة سانت مير للعمليات الأمامية
- قوات مشاة البحرية الأمريكية - معسكر الفلوجة